# 名鉄グランドホテル
名鉄グランドホテル（めいてつグランドホテル）は、株式会社名鉄グランドホテルが運営する名古屋市中村区名駅一丁目2番4号にあるシティホテル。本社を同ホテル内に置く。
本項では、運営会社である株式会社名鉄グランドホテルについても記述する。

## 概要
1967年10月3日、名鉄バスセンター・メルサを含めて建設された名鉄バスターミナルビル内に開業した。
駅・バスターミナル直結型のホテルで、名鉄のシティホテルの本店にあたる。名鉄グループである特性を最大限生かし、名鉄名古屋駅・名鉄バスセンターと直結する利便性と、名鉄グループの名鉄犬山ホテルを名古屋観光ホテルと合弁で運営したノウハウを活用した、シティホテルらしいサービスを併せ持つホテルである。
開業した1967年を含む1960年代後半から1970年代前半にかけては、当時の土川元夫名鉄社長と犬猿の仲と言われた佐伯勇近鉄社長が愛知県への攻勢を強めていた時期であり、当ホテルは名古屋駅前の「名古屋都ホテル」（2000年閉鎖）に対抗するために作られた。
開業当初のシングル1泊価格は1,800円（当時の為替レートで5ドルに相当）と安価に設定され、連日ほぼ満室になった。
18階には、203フィート（約61m）にちなんだ「スカイラウンジ203」（旧「レストラン203」）がある。
1985年11月15日には、名古屋駅西口に新館として名鉄ニューグランドホテルを開業した（2022年2月をもって閉館）。
名鉄グループ提供のふるさと紀行（東海テレビ放送）では、開業間もない頃に制作されたとみられる古いCMが平成に入ってからも流れていた。
2007年に客室を全て改装し、イメージを一新した。
ホテルが入るビルの1階は名鉄百貨店メンズ館（旧メルサ）になっておりホテル入口はないため、1階または地階のエレベーターホールからホテル専用エレベーターでフロントのある11階まで昇る必要がある（同じ名鉄グループの金沢スカイホテルも同様の構造である）。名鉄スカイパーキングからは一旦6階へ下りてからホテル専用のエレベーターで昇る形になる。名鉄バスセンター3階からもホテル専用エレベーターに行ける。

### 再開発による改築
名古屋鉄道の2017年3月29日の名鉄名古屋駅再開発計画により、名鉄百貨店・名古屋近鉄ビル・大手町建物名古屋駅前ビル（ビル内にヤマダデンキLABI名古屋店）・日本生命笹島ビルも建物を一体化してホテル施設も改築予定される。近鉄グループも名駅エリアにおけるホテル事業に意欲を示しているため、再開発計画に乗った形となっている。再開発計画着工の2025年度までは既存施設で営業を続ける。
2026年3月22日をもって営業を終了する予定。